# Henning von Rentelen
Henning von Rentelen (* um 1360 in Lübeck; † 6. Oktober 1406 in Paris) war ein Bürgermeister der Hansestadt Lübeck.

## Leben
Rentelen, dessen Vater gleichen Namens um 1335 in Riga geboren wurde und von dort nach Lübeck gekommen war, heiratete um 1385 Elisabeth Nienborch (* um 1365 in Lübeck; † nach 1410 ebenda), die Tochter des Bertold Nienborch.
Er verhandelte bereits vor seiner Aufnahme in den Rat als städtischer Gesandter 1389 in Dorpat mit den Sendboten der Städte Livlands. Unter dem Ratsherrn und späteren Bürgermeister Jordan Pleskow führte er 1395 das Kommando über die Besatzungstruppen in Stockholm und gehörte 1398 der Delegation an, die in Kopenhagen mit Königin Margarethe I. von Dänemark über die Freilassung von König Albrecht verhandelte.
Im Jahr 1399 war er Befehlshaber der vor den Küsten Ostfrieslands gegen die Vitalienbrüder operierenden Lübecker Kriegsschiffe. Auch im Jahr 1400 kämpfte er jetzt gemeinsam mit dem Lübecker Ratsherrn Johann Crispin auf den Lübecker Schiffen in der Deutschen Bucht.
1401 gehörte er erneut der Verhandlungsdelegation an, die diesmal mit Margarethe I. in Lund versuchte, den Abschluss eines Bündnisvertrages zu erreichen. Er vertrat die Stadt in der Zeit von 1400 bis 1405 auch auf Hansetagen. In Testamenten Lübecker Bürger wird er mehrfach als Urkundszeuge und als Vormund aufgeführt.
Er bewohnte ein 1388 erworbenes Haus in der Königstraße 39. Der Maria-Magdalenenkirche (Burgkirche) stiftete er den Katharinen-Altar oben an der Südseite des neuen Chores und das darüber befindliche Chorfenster. Eine eigene Kapelle wird dabei nicht erwähnt. Vor dem Altar, dessen Retabel fünf Heiligenstatuen enthielt, befand sich die Familien-Grablege, wo schon seine Ehefrau beigesetzt war, und die Mönche verpflichteten sich 1420, an diesem Altar auf ewig eine Messe zum Seelenheil der verstorbenen Familienmitglieder zu feiern. Das Fenster wurde beim Abbruch der Burgkirche 1818 in Verwahrung genommen und später in der Marienkirche eingesetzt. Bis ins 18. Jahrhundert hinein waren an der Ostwand der Kirche noch zwei Wappenschilde der Familie von Rentelen vorhanden, die wohl das Andenken an den Bürgermeister Henning wie auch an dessen Sohn, den Ratsherrn Christian (Kersten), wachhalten sollten, der 1431 starb, nachdem er noch am 17. Mai genannten Jahres testamentarisch einen kostbaren Kelch zum Gebrauch an ebendiesem Altar bestimmt hatte.
Sein Sohn Christian von Rentelen war nach ihm ebenfalls Ratsherr der Stadt. Von seinen Töchtern heiratete Elisabeth den Lübecker Bürgermeister Bruno Warendorp in dessen erster Ehe; Taleke (Adelheid) heiratete den Bürgermeister Johann Lüneburg († 1461) in dessen erster Ehe. Das Paar hatte drei Kinder, darunter Johann Lüneburg († 1474).